# Les Sorcières du bord du lac
Pour plus de détails, voir Fiche technique et Distribution.
Les Sorcières du bord du lac  (Il delitto del diavolo) est un d'épouvante fantastique franco-italien coécrit et réalisé par Tonino Cervi, sorti en 1970.

## Synopsis
Jeune hippie libre et indépendant, David erre dans une société mercantile qui ne respecte plus ses propres valeurs. Afin de ne pas s'enraciner, il a pris pour habitude de voyager sans véritable but, sur sa moto, à travers tout le pays. Une nuit, il s'arrête afin de porter secours à un quidam qui s'avère être un riche homme d'affaires. Ce dernier, même s'il accepte son aide, lui fait la morale à propos de convictions dénuées de propositions et d'alternatives sociétales, qu'il juge somme toute immatures. Après que sa roue ait été changée, l'homme repart. Alors qu'il constate qu'un pneu de sa moto est crevé, David est témoin de la mort de l'inconnu qui s'est écrasé contre un arbre. Le motard n'a pas d'autre choix que de prendre la fuite.
Par peur d'être interrogé par la police, il change d'itinéraire et passe à travers bois le plus rapidement possible pour enfin tomber sur une étrange maison au bord d'un lac au sein de laquelle vivent trois sœurs : Bibiana, Liv et Samantha. Il est immédiatement envoûté par leur charme et entre dans un drôle de jeu avec ces trois séduisantes hôtesses des lieux. Elles lui apprennent qu'au fond des bois se trouve un vieux château appartenant à un riche propriétaire que personne ne voit jamais. Mais, très vite, David, dont les valeurs sont mises à mal, est troublé par des hallucinations tandis que les trois superbes femmes s'avèrent être d'horribles et vieilles sorcières...

## Fiche technique
Sauf indication contraire, les informations mentionnées dans cette section peuvent être confirmées par la base de données cinématographiques IMDb,  présente dans la section « Liens externes ».
- Titre original : Il delitto del diavolo[1]
- Titres alternatifs : Le Regine ou Favola Thrilling
- Titre français : Les Sorcières du bord du lac ou Les Sorcières du lac ou Adorables et atroces créatures[2]
- Réalisation : Tonino Cervi
- Scénario : Tonino Cervi, Raoul Katz et Antonio Troiso
- Montage : Mario Morra
- Musique : Angelo Francesco Lavagnino ; deux chansons sont interprétées par Ray Lovelock, We Love You Underground (générique de début et de fin) et Swimming
- Photographie : Sergio D'Offizi
- Production : Raoul Katz
- Sociétés de production : Flavia Cinematografica, Calrton Film Export et Labrador Film
- Société de distribution : Regionale
- Pays de production :  Italie,  France
- Langue originale : italien
- Format : couleur
- Genre : d'épouvante fantastique[2]
- Durée : 90 minutes (1 h 30[1])
- Dates de sortie : 
  - Italie : 11 décembre 1970
  - France : 26 juillet 1972[2]
- Classification :
  - Italie : Interdit aux moins de 14 ans[1]

## Distribution
- Haydée Politoff : Liv
- Silvia Monti : Samantha
- Ida Galli : Bibiana
- Ray Lovelock : David
- Gianni Santuccio : le Diable
- Guido Alberti : le prêtre

## Production
Le film a été tourné principalement à la Villa Chigi (it) dans le parc urbain Pinède de Castel Fusano.